# Rincorsa (film)
Rincorsa  (Cavale) è un film del 2002 diretto da Lucas Belvaux.